# Hans Loeffke
Ernst Hans Ludwig Loeffke (* 3. Mai 1906 in Tilsit; † 11. Dezember 1974 in Lüneburg) war ein deutscher Forstmeister und Offizier. Er gründete das Ostpreußische Jagdmuseum als Vorgängereinrichtung des Ostpreußischen Landesmuseums in Lüneburg.

## Leben
Wie viele Angehörige des Corps Littuania in Tilsit geboren, schrieb sich Loeffke nach dem Abitur 1925 an der Albertus-Universität Königsberg als Student der Rechtswissenschaft ein, um der Familientradition folgend Littauer werden zu können. Nach den drei Aktivensemestern studierte er Forstwirtschaft an Preußens Forstlicher Hochschule im märkischen Eberswalde. Dort schloss er sich der 1855 gegründeten Forstverbindung Akademische Schützenhausgesellschaft an.
Nach dem Referendarexamen wurde er in den preußischen Staatsdienst übernommen und in Allenstein und Potsdam ausgebildet. 1931 kam er in das Reichsforstamt Berlin. 1934/35 diente er bei der Reichswehr. 1939 meldete er sich efreiwillig bei der Wehrmacht und machte den ganzen Zweiten Weltkrieg in Frankreich, Norwegen und Russland mit, zuletzt als Hauptmann.
In Lüneburg aus kurzer britischer Kriegsgefangenschaft entlassen, gehörte er zur Gründergeneration der Landsmannschaft Ostpreußen. Er war 1948/49 der erste Vertreter von Allenstein-Stadt und wurde in den ersten Bundesvorstand der Landsmannschaft Ostpreußen gewählt. Daneben engagierte er sich im Niedersächsischen Landesverband vom Bund der Vertriebenen. 1953 organisierte er beim Treffen der Landsmannschaft in Bochum die „Ostpreußische Jagdausstellung“, die 1954 auf der Internationalen Jagdausstellung in Düsseldorf als Gedenkschau Deutscher Osten erweitert wiederholt wurde.
1956 gründete er in Lüneburg den Verein „Ostpreußisches  Jagdmuseum – Wild, Wald und Pferde Ostpreußens e. V.“  Es wurde im Dezember 1958 eröffnet, brannte im Dezember 1959 ab, wurde 1964 in der Lüneburger Salzstraße wieder eröffnet und zuletzt 1974 erweitert. Erich Wallat wurde zum ersten Vorsitzenden des Vereins gewählt, der bis 1994 als sogenannter Trägerverein des Ostpreußischen Landesmuseums Lüneburg wirkte.
Als Forstmeister z. W. wurde er 1958 pensioniert.
Das Corps Albertina Hamburg verlieh ihm 1951 das Band.

## Veröffentlichungen
- Auerochs und Wisent im alten Ostpreußen.[4]